# Amerikanische Kiefernwanze

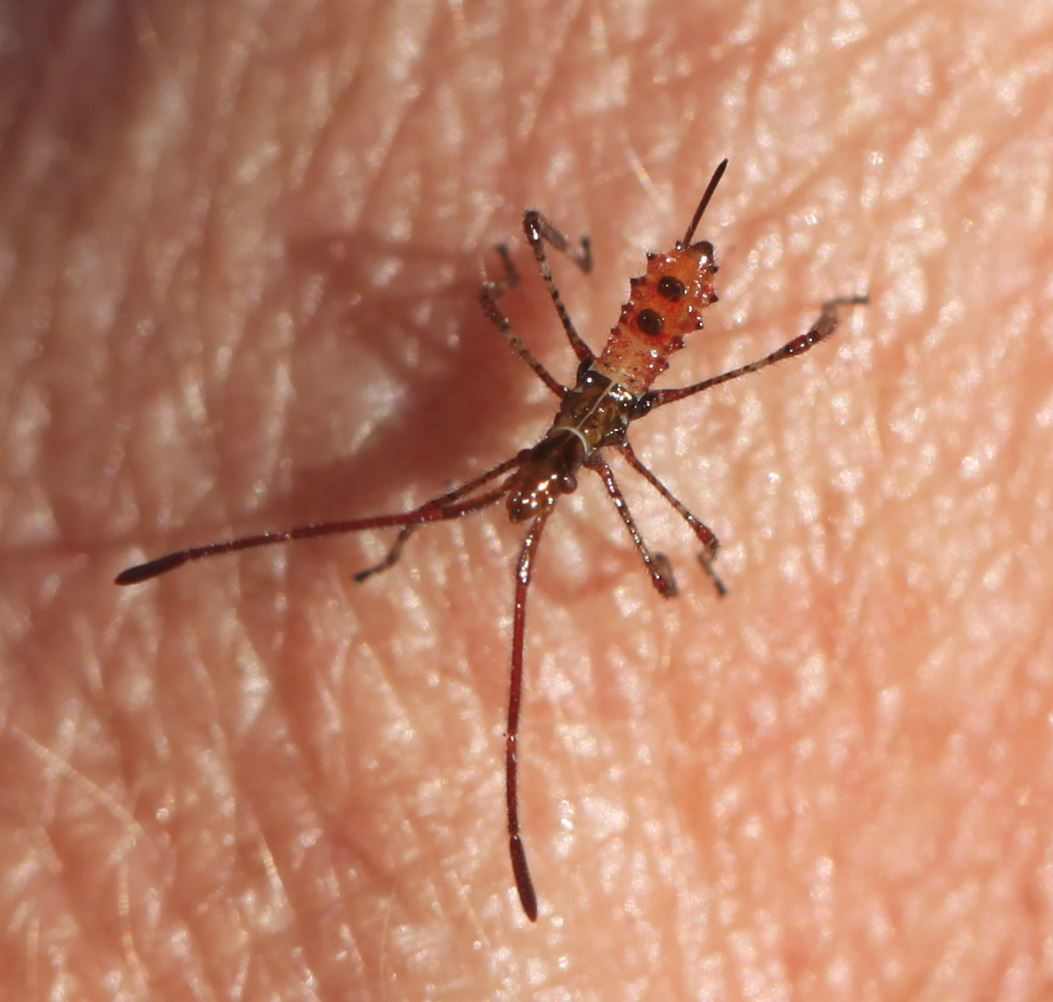
2. Nymphenstadium

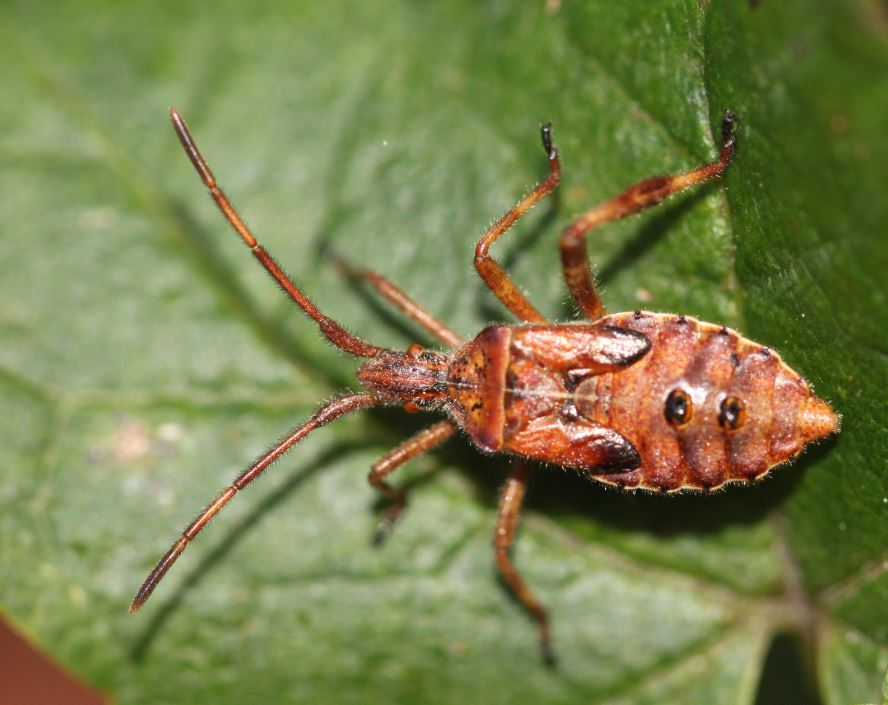
5. Nymphenstadium

Die Amerikanische Kiefern- oder Zapfenwanze (Leptoglossus occidentalis) ist eine Wanze aus der Familie der Randwanzen (Coreidae). Das ursprüngliche Verbreitungsgebiet der Art umfasst den Westen Nordamerikas westlich der Rocky Mountains. Durch Verschleppung und eigene Ausbreitung hat die Art ihr Areal in Nordamerika seit Mitte der 1950er Jahre bis an die Ostküste der USA ausgedehnt. Wiederum durch Einschleppung wurde die Art 1999 erstmals in Europa nachgewiesen und hat sich seitdem als Neozoon über weite Teile Europas ausgebreitet.
In Plantagen zur Gewinnung von Koniferen-Saatgut verursacht die Art Ertragsminderungen durch das Saugen an den Zapfen. Daher wird sie in den USA als Schädling eingestuft. Sonstige wirtschaftlich relevante Schadwirkungen sind aber bisher weder aus Nordamerika noch aus Europa bekannt.

## Beschreibung
Amerikanische Kiefernwanzen sind vergleichsweise große und auffällige Wanzen. Die mit langen Fühlern ausgestatteten Tiere haben eine Körperlänge von 15 bis 20 Millimeter und sind 5 bis 7 Millimeter breit. Die Tibien der Hinterbeine sind auffällig verbreitert. Die Oberseite ist rötlich braun bis schwarz, in der Mitte der Flügeldecken verläuft quer ein charakteristisches, schmal weißes Zickzackband, dieses kann aber auch schwach ausgeprägt sein oder fehlen. Die Oberseite des Abdomens zeigt, nur im Flug sichtbar und sonst von den Flügeln verdeckt, auf orangem oder gelbem Grund fünf schwarze Querbänder.
Die Tiere sind gute Flieger, Flugweise und das laute Summen ähneln dem Flug von Hummeln. Wenn man sie berührt, sondern sie ein Sekret ab, das an den Geruch einer grünen Banane erinnert.

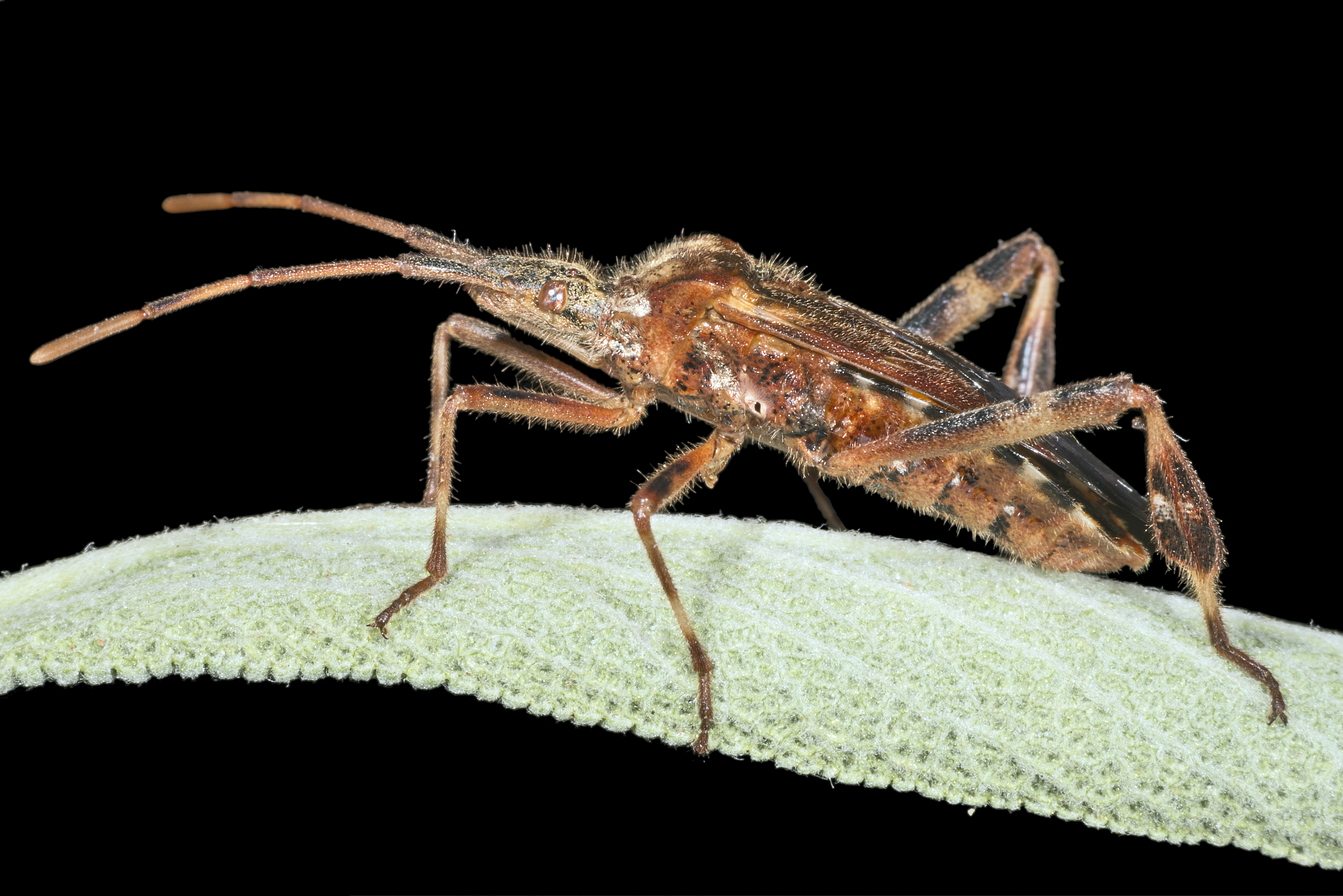
Seitenansicht im Linksaspekt
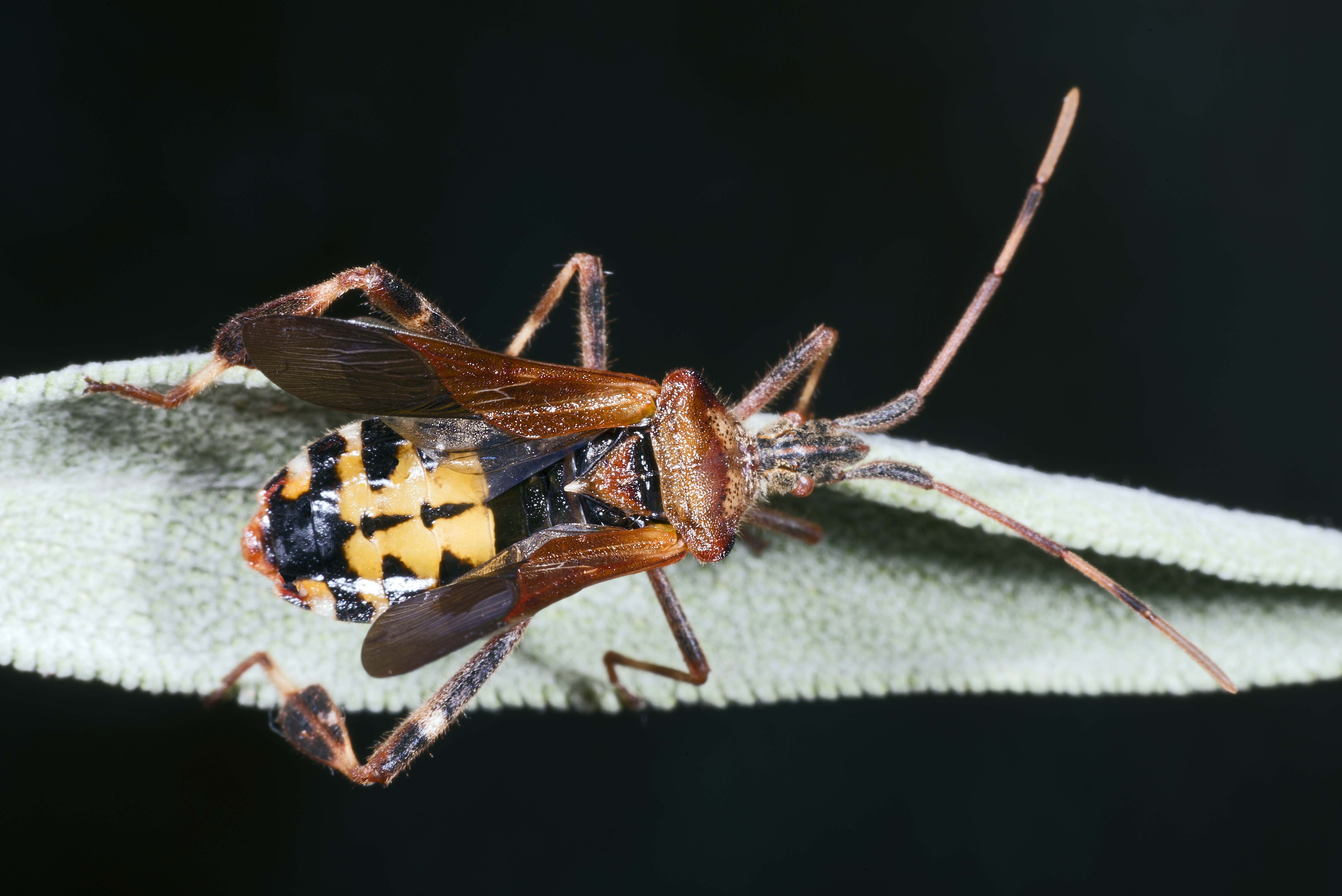
Sichtbarer Hinterleib bei geöffneten Hemielytren
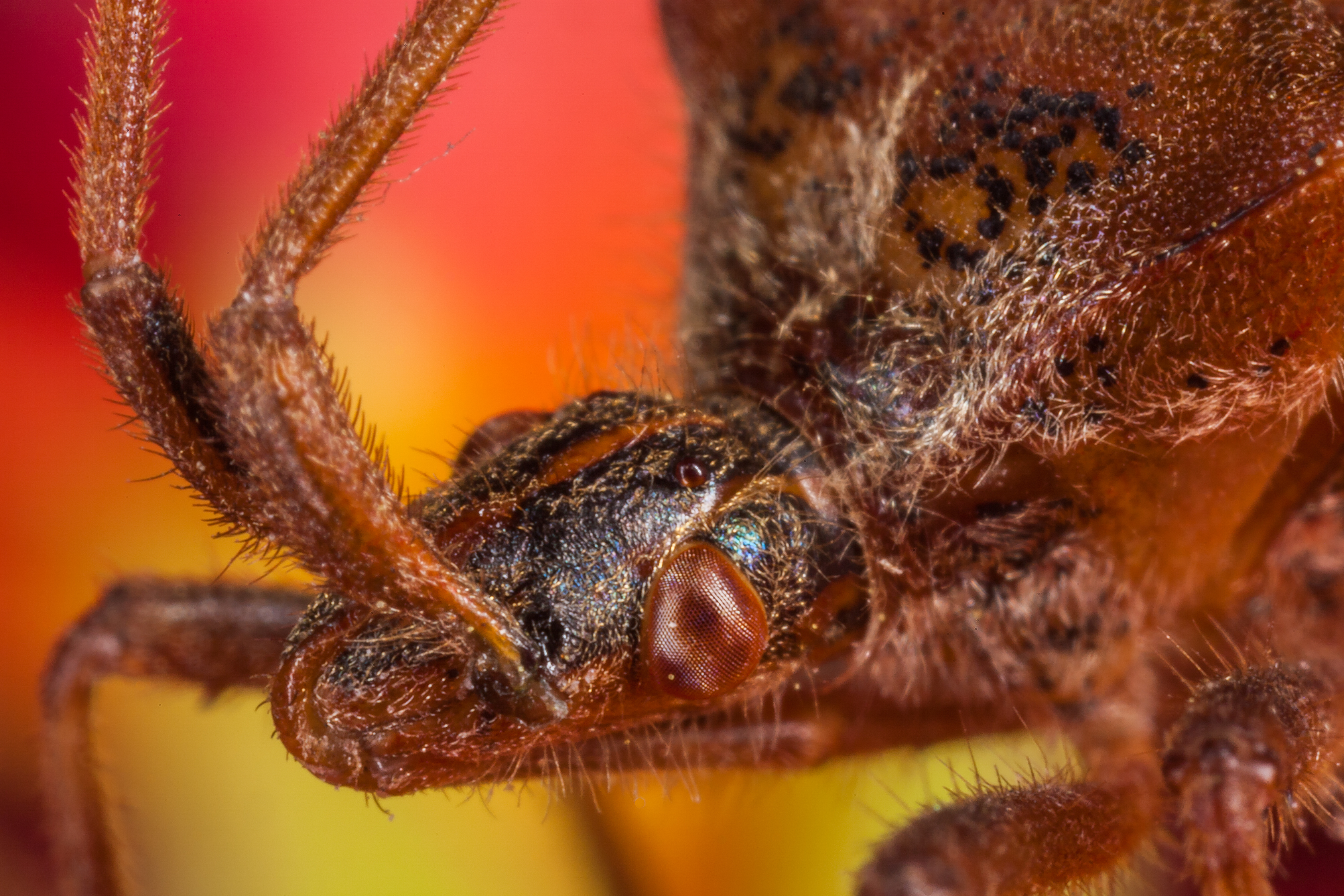
Makroaufnahme des Kopfes
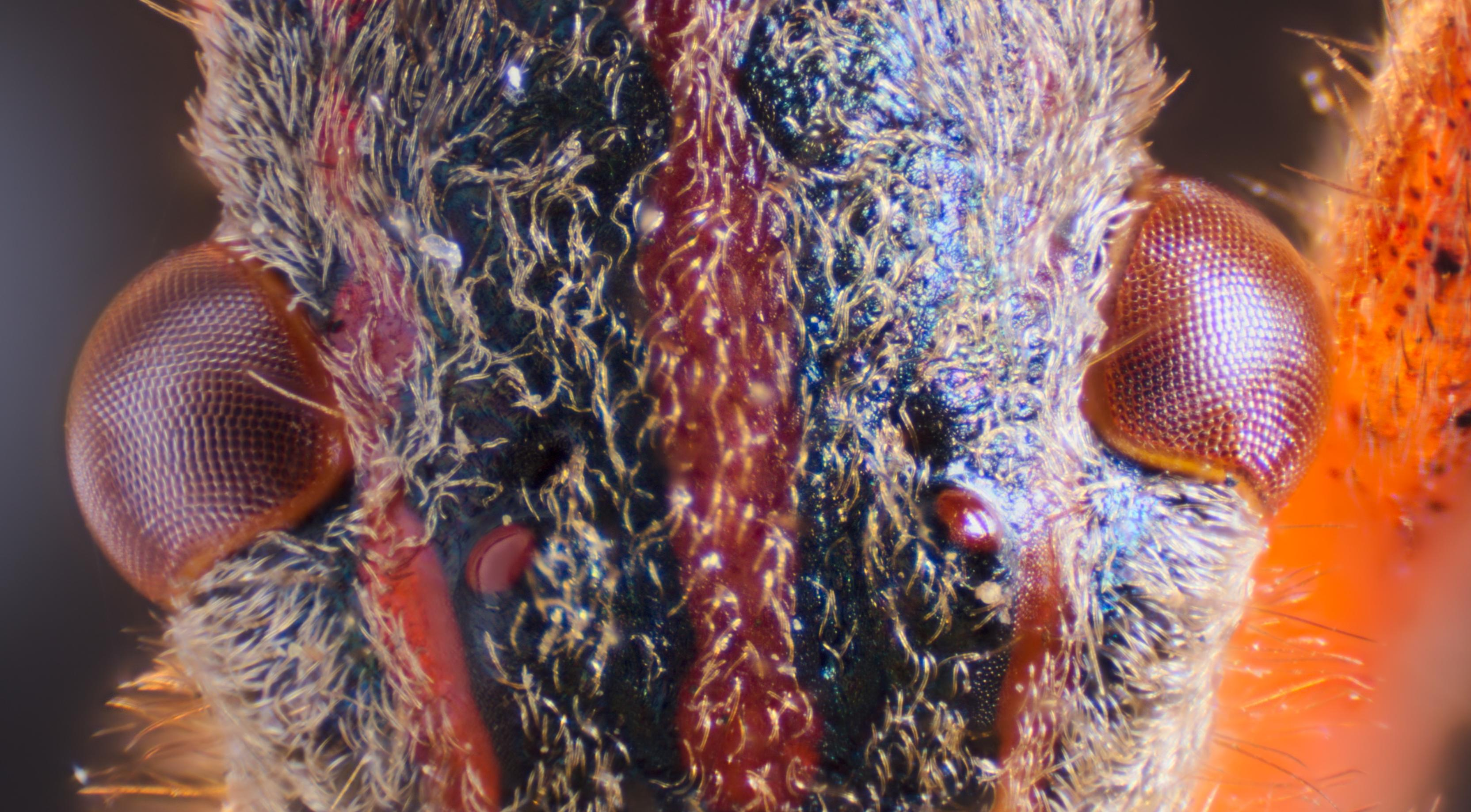
Mikroskopaufnahme der Augen

## Verwechslungsmöglichkeiten
In Europa kann die Amerikanische Kiefernwanze mit den hier heimischen Arten nicht verwechselt werden. In Nordamerika kann sie mit der Amerikanischen Kiefernnadelwanze (Leptoglossus corculus) verwechselt werden. Diese hat jedoch einen dunkleren, fast schwarzen Hinterleib und die blattartigen Verbreiterungen der Tibien sind asymmetrisch.

## Verbreitung

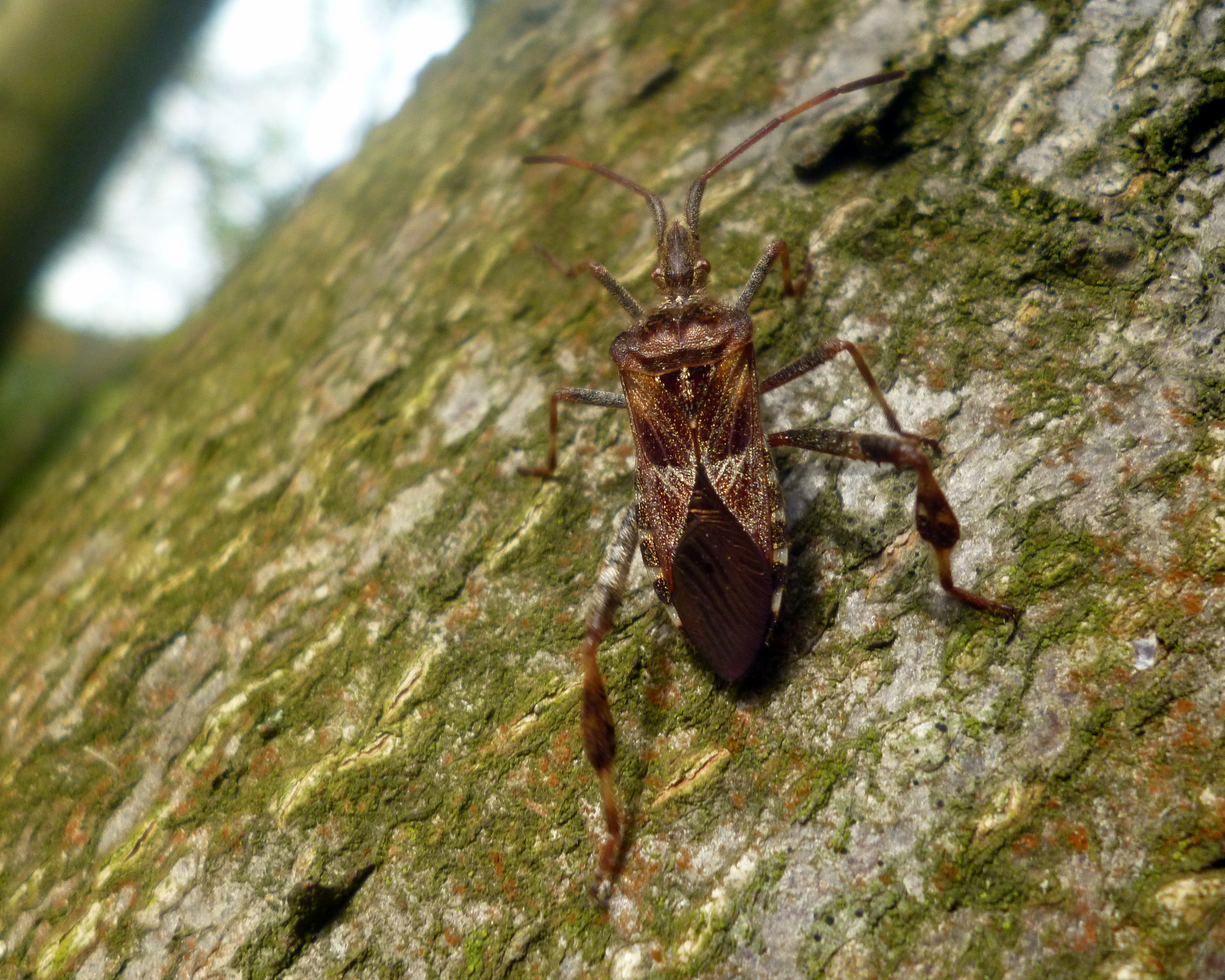
Amerikanische Kiefernwanze

Das ursprüngliche Verbreitungsgebiet der Art umfasst den Westen Nordamerikas westlich der Rocky Mountains von der kanadischen Provinz British Columbia bis Mexiko. Vermutlich durch Verschleppung wurde die Art 1956 erstmals weit östlich der Rocky Mountains im Bundesstaat Iowa festgestellt, von dort aus breitete sie sich schnell aus und erreichte 1990 im Bundesstaat New York die Ostküste der USA. Die Verbreitung von L. occidentalis erstreckt sich inzwischen nach Nordosten bis in die kanadische Provinz New Brunswick.
In Europa wurde die Amerikanische Kiefernwanze zuerst 1999 in Norditalien gemeldet. Wie die Art von Nordamerika dorthin gelangte, ist nicht bekannt; als mögliche Einschleppungswege gelten Importe von Weihnachtsbäumen, Saatgut oder Baumaterial. Durch eigene Ausbreitung und weitere unbeabsichtigte Einschleppungen hat sie sich seitdem über weite Teile Europas ausgebreitet. Unter anderem erreichte die Art die Schweiz 2002, Slowenien und Spanien 2003, Kroatien und Ungarn 2004, Österreich 2005, Frankreich und Deutschland 2006, Tschechien, Polen, Belgien und Großbritannien 2007, die Slowakei und Bulgarien 2008, Dänemark und Norwegen 2009, die Ukraine 2011. Außerdem wurde L. occidentalis 2008 in Tokio nachgewiesen.

## Lebensweise
L. occidentalis bildet im größten Teil ihres Verbreitungsgebietes nur eine Generation im Jahr aus (univoltin), nur in Mexiko werden mehrere Generationen im Jahr gebildet. Die Art ist polyphag, die Imagines saugen an den jungen Samen und Blüten von Nadelbäumen, vor allem an Kiefern (Pinus spp.), aber auch an Douglasie (Pseudotsuga menziesii), Weiß-Fichte (Picea glauca) und anderen Arten. Die Art ist dabei sehr anpassungsfähig und saugt in neu besiedelten Arealen jeweils auch an den dort vorkommenden Nadelbaumarten, in Nordamerika zum Beispiel auch an der dort aus Europa eingeführten Schwarzkiefer (Pinus nigra). In Gefangenschaft saugten die Tiere auch an den Früchten der Pistazie (Pistacia vera).
Die Eiablage erfolgt überwiegend nach der Überwinterung ab Ende Mai oder Anfang Juni. Die Weibchen legen bis zu 80 zylindrische, etwa 2 mm lange Eier in Reihen an die Nadeln der Wirtspflanzen. Die Nymphen schlüpfen nach 10 bis 14 Tagen. Das erste Nymphenstadium saugt an Nadeln und wasserspeicherndem Gewebe der Zapfen, die weiteren Nymphenstadien saugen an den Samen. Die Tiere durchlaufen fünf Nymphenstadien und häuten sich etwa im August zur Imago, die überwintert. Zur Überwinterung werden geschützte Bereiche wie Greifvogelnester, Nester von Nagetieren, Hohlstellen unter Baumrinde oder Gebäude aufgesucht. Männchen geben dabei ein Aggregationspheromon ab, wodurch es in Winterquartieren zu großen Ansammlungen mit bis zu 2000 Tieren kommen kann.
In Amerika entstehen nur aus etwa 10 % der abgelegten Eier Imagines. Wichtige Regulatoren der Wanzenpopulationen sind dort neben Fressfeinden auch Eiparasitoide, insbesondere der Hautflügler Gryon pennsylvanicum aus der Familie Scelionidae. In Italien wurde eine Parasitierung durch die Erzwespe Anastatus bifasciatus (Familie Eupelmidae), einen in Europa heimischen Eiparasitoiden, festgestellt.

## Amerikanische Kiefernwanze und Mensch
Bei der Gewinnung von Koniferen-Saatgut verursacht die Art Ertragsminderungen durch das Saugen an den Zapfen und wird in den USA daher als Schädling eingestuft. Die Samen bleiben äußerlich intakt, zeigen sich auf Röntgenaufnahmen aber als leer oder als nur teilweise gefüllt. Schätzungen von Saatgutverlusten, die durch Amerikanische Kiefernwanzen verursacht werden, sind ungenau; für die Douglasie reichen sie von weniger als 5 % bis 50 %. Eine direkte Schädigung der Samenbäume erfolgt jedoch nicht. Sonstige wirtschaftlich relevante Schadwirkungen sind bisher weder aus Nordamerika noch aus Europa bekannt.
Die Art gilt in den USA außerdem durch den gelegentlich massenhaften herbstlichen Einflug in Wohnungen und Häuser als Lästling, die Tiere sind jedoch völlig harmlos. Im Herbst 2018 trat die Amerikanische Kiefernwanze nach einem für ihre Vermehrung günstigen heißen Sommer in Deutschland in großer Zahl auf. Sie drang auf der Suche nach warmen Plätzen auch in Wohnungen ein, was von manchen Menschen als Invasion empfunden wurde.